# Jendrassik Cs-1
Le Jendrassik Cs-1 fut le premier turbopropulseur fonctionnel au monde. Il fut conçu par l'ingénieur hongrois György Jendrassik (en) en 1937, et devait équiper un chasseur lourd bimoteur hongrois, le Varga RMI-1 (it).

## Conception et développement
À la suite de la mise en route d'une turbine à gaz expérimentale de 100 ch, en 1937, György Jendrassik commença des travaux sur un turbopropulseur, qui aurait été produit et testé dans les ateliers Ganz, à Budapest.
De conception axiale avec un compresseur à 15 étages et une turbine à 7 étages, il intégrait beaucoup de techniques modernes. Il était par exemple doté d'un assemblage compresseur-turbine rigide, maintenus par des roulements avant et arrière. Il y avait une seule chambre de combustion annulaire, de type « à flux inversé » (reverse flow), pour raccourcir la longueur du moteur. Le refroidissement des disques et ailettes de turbines était effectué par des racines allongées, pour éviter le transfert de trop de chaleur sur le disque. L'entrée d'air annulaire entourait une boîte d'engrenages réducteurs pour entraîner une hélice, et la sortie des gaz d'échappements était également annulaire.
Avec des prévisions encourageantes d'une puissance de sortie de 1 000 ch à 13 500 tr/min, le Cs-1 attira l'intérêt de l'industrie aéronautique hongroise, car il représentait un moyen de propulser une génération de chasseurs modernes à hautes performances, et la construction d'un chasseur-bombardier bimoteur utilisant ce moteur fut lancée. Il s'agissait du Varga RMI-1 X/H (it).
La première mise en route sur banc de tests fut effectuée en 1940, faisant alors de ce moteur le premier turbopropulseur au monde à fonctionner. Malheureusement, bien que la conception de cette machine fut bien pensée, elle fut victime problèmes de combustion récurrents, ce qui limitait la puissance de sortie du moteur à un maigre 400 ch (bien loin des 1 000 ch espérés…). Il n'y avait pourtant rien de fondamentalement mauvais dans ce concept, mais un travail plus poussée sur la conception des chambres de combustion aurait probablement permis de lui faire développer sa pleine puissance.
Les travaux sur le moteur furent stoppés en 1941, lorsque la force aérienne hongroise sélectionna le Messerschmitt Me 210 pour jouer le rôle du chasseur lourd, et l'usine de moteurs fut convertie à la fabrication de moteurs à pistons Daimler-Benz DB 605 pour le propulser. Le prototype RMI-1 fut lui aussi équipé de ces moteurs un peu plus tard, en 1944.